# Lajeado (Río Grande del Sur)
Lajeado es un municipio brasileño del estado de Rio Grande do Sul.
Se encuentra ubicado a una latitud de 29º28'00" Sur y una longitud de 51º58'00" Oeste, estando a una altitud de 46 metros sobre el nivel del mar. Su población estimada para el año 2004 era de 67.557 habitantes.
Ocupa una superficie de 90,14 km². Una de las características de la ciudad es que se encuentra a orillas del río Taquari, que la divide de la ciudad de Estrela.
- Datos: Q1012550
- Multimedia: Lajeado (Rio Grande do Sul) / Q1012550